# Sniper Elite 4
Sniper Elite 4 est un jeu vidéo d'infiltration et de tir tactique développé et édité par Rebellion Developments, sorti le 14 février 2017 sur Windows, PlayStation 4 et Xbox One, le 1er novembre 2020 sur Google Stadia puis le 17 novembre 2020 sur Nintendo Switch. Suite directe de Sniper Elite III, le jeu se déroule dans le cadre de la Seconde Guerre mondiale, en Italie, en 1943.
Jeu de tir à la troisième personne dans lequel le joueur incarne un tireur d'élite, l'une des particularités de la série Sniper Elite est l'utilisation d'une killcam permettant de voir de manière détaillée la pénétration de la balle dans le corps des ennemis. Par rapport à ses prédécesseurs, Sniper Elite 4 propose des niveaux plus spacieux et de nouvelles possibilités d'approche pour réaliser les missions.

## Univers du jeu

### Contexte historique
Sniper Elite 4 est situé pendant la Seconde Guerre mondiale. Il suit les aventures du tireur d'élite Karl Fairburne en 1943 durant la campagne d'Italie, au lendemain des événements de Sniper Elite III et peu de temps avant les opérations Husky et Avalanche. Le héros est au service du SOE en coopération avec l'OSS et doit réaliser diverses missions pour préparer le débarquement allié.

### Scénario du jeu
En 1943, alors que la seconde Guerre mondiale ravage l’Europe et le Pacifique (Guerre du Pacifique), le Troisième Reich vient de perdre la bataille de Stalingrad sur le front de l'Est et la campagne de Tunisie sur le front en Méditerranée, mettant fin à la Campagne d'Afrique du Nord d'Hitler (événement de Sniper Elite III), marquant le tournant de la guerre. Les Alliés se préparent à lancer l'opération Husky et à envahir l’Italie de Benito Mussolini, (opération Avalanche). les Alliés pensent qu'attaquer l’Italie (nommée le ventre mou du Crocodile de l’Europe) leurs permettront de pénétrer plus rapidement le cœur de L'Allemagne Nazie.
En apprenant les rumeurs d'une nouvelle arme nazie, la Royal Navy envoie un cargo, l'Orchidea, sur l'île de San Celini en Italie pour enquêter. Le navire est rapidement coulé par cette nouvelle arme, le Henschel Hs 293 A, un missile anti-navire radioguidé, conçu sous le développement du scientifique Andreas Kessler et d'Heinz Böhm, un général nazi.
Le jeu débute lorsque le tireur d'élite Karl Fairburne est envoyé sur l'île de San Celini pour empêcher les Nazis d'utiliser cette nouvelle arme terrifiante qui pourrait changer le cours de la guerre. Karl Fairburne doit assassiner le général Tobias Schmidt avec plusieurs autres officiers qui ont supervisé et filmé l'attaque de l'Orchidea pour l'utiliser comme propagande.
Après avoir éliminé Schmidt, Fairburne est envoyé au village de Bitanti par l' agent de l'OSS Jack Weaver pour retrouver Sofia "l'Ange" Di Rocco, chef du groupe local des Partisans . Méfiante à l'égard de l'OSS qui a permis à son père d'être kidnappé par les nazis, l'Ange enrôle Fairburne pour détruire un canon ferroviaire au viaduc de Regelino afin de faire ses preuves et convaincre le groupe d'unir ses forces. Après avoir fait sauter le viaduc et détruit l'arme, Fairburne est envoyé pour enquêter sur un chantier naval que les nazis utilisent pour expédier des composants de l'arme et appeler à un bombardement pour détruire l'installation.
En apprenant que la mafia sicilienne aide à perturber les opérations du chantier naval pour ralentir l'expédition des pièces d'armes, Fairburne rencontre le chef Salvatore Dinelli qui accepte de fournir une assistance supplémentaire après avoir éliminé Piero Capo, chef de la Brigade noire locale. Méfiants à l'égard des intentions de la mafia, les partisans hésitent à maintenir l'alliance. Cependant, lorsque l'informateur du SOE, le major Hans Dorfmann, révèle que Kessler se trouve à l'installation de Magazzeno où les missiles sont assemblés, Fairburne s'infiltre dans la base pour kidnapper Kessler et voler ses notes de recherche. Lors de l'interrogatoire, Kessler dit à Sofia que son père est toujours en vie, incitant les partisans à partir pour attaquer la ville de Giovi Fiorini et trouver le confident de Böhm, le major Klaus Rothbauer. Kessler dit alors à Fairburne qu'il est en train de mourir d'un cancer du foie en raison de sa forte consommation d'alcool et n'est donc d'aucune utilité pour les nazis ou les alliés, et que les informations données à l'Ange étaient un mensonge afin d'attirer les partisans dans un piège. Fairburne part pour Giovi Fiorini et élimine Rothbauer, mais la bataille qui s'ensuit entraîne le massacre des partisans.
Les renseignements recueillis permettent au SOE de découvrir que Böhm est au courant de l'opération Avalanche et a envoyé les missiles construits à sa forteresse à Allagra, dans l'intention à la fois d'infliger suffisamment de dégâts à la flotte alliée pour empêcher l'invasion de l'Italie d'être un succès et de tenter de tuer le général Dwight Eisenhower . Fairburne s'infiltre dans la base, désactivant chacun des missiles. Alors qu'il tente d'appeler pour un bombardement de l'installation, Dorfmann apparaît avec Sofia en otage, se révélant être le général Böhm. Celui-ci exécute l'Ange et s'enfuit vers son avion, avec l'intention de décoller et de mener personnellement l'attaque contre le navire d'Eisenhower. Fairburne donne la chasse et réussit à tirer sur les moteurs de l'avion avant qu'il ne puisse décoller, détruisant l'avion et tuant Böhm tout comme les bombardiers alliés arrivent pour détruire la base.
Dans la scène de l'épilogue, Jack propose à Karl un emploi dans l'OSS et Karl dit qu'il y réfléchira.

### Réalité historique
Le joueur est placé dans des niveaux qui reprennent des lieux fictifs mais les ennemis, véhicules, armes et les architectures militaires se rapprochent le plus possible du conflit de la Seconde Guerre mondiale.

## Système de jeu

### Niveaux
Le joueur évolue dans des niveaux ouverts plus grands que ceux de Sniper Elite III. On trouve plusieurs types d’environnement comme une île, un port, un village ou une base secrète. Les niveaux se composent de plusieurs zones qui sont sous le commandement de petites garnisons. Chaque garnison se compose d'un officier et de soldats. Par exemple, dans le niveau Monastère d'Abrunza, on trouve une église et sa place, un checkpoint, un fort, un monastère, des maisons et des petits postes de contrôle, qui possèdent chacun sa garnison. L’officier est celui qui donne les ordres notamment lors d'une alerte. Le joueur est repéré, l'officier envoie des soldats vers la zone et peut envoyer une fusée de détresse pour le localiser et envoyer des tirs d'artillerie. Si l'officier est éliminé, les soldats se replient et leurs actions sont désordonnées. On trouve sur quelques missions un opérateur radio qui appelle du renfort si le joueur est repéré. On trouve aussi des snipers ennemis dans certaines zones qui observent continuellement les environs et peuvent repérer le joueur de loin.
Les environnements sont crédibles avec une intelligence artificielle qui s'occupe à des taches propres en fonction de son grade ou de sa position. Les différentes garnisons sont organisées avec l'officier qui inspecte les troupes, le matériel militaire et fait sa ronde et avec les soldats qui font leurs rondes ou observent aux avant-postes. Des véhicules ennemis (véhicule de troupe et char) circulent dans les niveaux que ce soit continuellement ou au début d'une mission pour amener des soldats dans une zone. Des avions survolent également certains niveaux, leur bruit pouvant couvrir ceux des tirs.
La configuration des niveaux permet d'envisager plusieurs possibilités afin de remplir l'objectif principal. S'ajoutent à ce but des objectifs secondaires qui permettent d'engranger des points d'expérience et de varier l'expérience de jeu. Il y a plusieurs façons d'approcher une situation, par exemple en attaquant de front, en déclenchant des explosifs ou par l’infiltration (discrétion) pour ne pas se faire remarquer par les gardes.
Certains objets de l'environnement peuvent être utilisés, comme les bidons explosifs, des chargements suspendus par des grues qu'il est possible de faire tomber sur des ennemis, ou encore les véhicules qui peuvent exploser. Les lampes peuvent être neutralisées en leur tirant dessus, afin de faciliter une approche furtive. Le joueur peut aussi utiliser les bruits comme ceux des batteries antiaériennes statiques ou des unités de DCA pour camoufler un tir.

### Ennemis
On trouve principalement des militaires de la Wehrmacht, du simple soldat à l'officier, du sniper et aussi des troupes d'élite, les Jägers qui se distinguent de l'infanterie par leurs équipement plus lourds, presque toujours armés d'un MKb-42(W), leurs casques de parachutiste et leurs uniformes de camouflage. Ils sont beaucoup plus agressifs dans la poursuite du joueur, travaillent souvent en groupes de 2 à 5 en fonction de l'expérience de jeu et peuvent également subir plus de dégâts pendant le combat et les Jägers de soutien toujours armés de FG 42 et se comportent différemment des Jägers ordinaires, restant derrière leurs alliés et effectuant des tirs de couverture. Lorsque le joueur est proche, ils sortent leur Walther P38.

### Armes
Le joueur dispose d'un fusil de précision, d'une mitraillette et d'un pistolet, ainsi que de divers équipements tels que des explosifs, des mines ou encore des kits de soin.
Avant chaque mission, le joueur à la possibilité de changer d'arme dans les différentes catégories. Le pistolet de base est le Welrod, pistolet silencieux conçu par les Britanniques durant la Seconde Guerre mondiale. Seule arme silencieuse de Sniper Elite III, elle se voit accompagner dans Sniper Elite 4 de munitions silencieuses pour les fusils de précision.
Contrairement à Sniper Elite III, les armes, explosifs et autres objets de Sniper Elite 4 possèdent des fonctions secondaires. Par exemple, si une mine anti-char est placée dans sa fonction primaire, sur le passage d'un groupe de 3 soldats, le premier soldat marche sur la mine et meurt immédiatement avec l'explosion, sans forcement tuer les deux soldats qui se trouvent quelques mètres derrière. Si la fonction secondaire est sélectionnée, cela active le double contact : le premier soldat active la mine en marchant dessus, mais l'explosion ne survient qu'au passage du deuxième soldat entraînant la mort des trois ennemis en même temps. 

### Killcam
Lors d'un tir au fusil à lunette touchant son but, une kill cam permet de visualiser le trajet de la balle à l'intérieur du corps de l'ennemi et ses dégâts localisés  sur les organes internes et le squelette de la victime. Le projectile peut ensuite ricocher et continuer sa course pour éventuellement toucher d'autres personnages. Nouveauté de cet opus, cette caméra est également activée lors de coups au corps-à-corps ou d'explosions. Elle peut cependant être augmentée, diminuée ou désactivée dans les paramètres.

### Difficulté
Cinq niveaux de difficulté sont disponibles (Cadet, Soldat, Sniper élite, Authentique et Authentique plus), allant d'un gameplay typé arcade (Cadet) avec une Intelligence artificielle basique, de positions ennemis et d'objectifs qui sont indiqués sur la carte, du marquage des ennemis aux jumelles et d'une aide au tir (absence de gravité, de vitesse du vent, de rythme cardiaque du personnage, d'un réglage de zoom des lunettes de fusil sur 3 niveaux et d'une aide au marquage du fusil sur les ennemis) jusqu'à un gameplay typé réaliste (Authentique plus), dans laquelle l'Intelligence artificielle est plus réactive et ne suit plus le même chemin une fois l'alerte donnée (les ennemis continuent les recherches même après la fin de l'alerte ou modifient leurs occupations), les dégâts reçus sont plus importants, les positions du joueur et des objectifs ne sont pas indiqués sur la carte, les munitions restantes et les objets sélectionnés ne sont pas indiqués à l'écran, tout comme la provenance des tirs ennemis. Absence du marquage des ennemis aux jumelles et absence de l' aide au tir (prendre en compte la gravité, la vitesse du vent, le rythme cardiaque du personnage, du réglage de la porté du fusil qui remplace le zoom des difficultés précédentes et absence d'aide au marquage des fusils sur les ennemis).

## Modes de jeu
Les différents modes de jeu sont la campagne solo, le mode coopératif qui permet de faire la campagne à deux, le mode Survie qui permet de résister à des vagues d'ennemis (jouable jusqu'à quatre), et d’un mode multijoueur en ligne (jouable jusqu'à 12) qui comprend de nombreux modes de jeux et de cartes tels que les matchs à mort, match à mort par équipe, le roi de la distance et roi de la distance par équipe (le but est de faire les tirs les plus longs possibles pour gagner en termes de distance), capture de drapeau par équipe et contrôle (défendre des positions tout en tentant de s’emparer des points de l’équipe adverse), séparés (un terrain vague se trouve entre les équipes) et enfin le mode élimination (dès qu’un ennemi est abattu, il est exclu de la carte),.

## Développement
Sniper Elite 4 a été développé par le studio anglais Rebellion Developments. Le directeur créatif Tim Jones déclare en mars 2016 que le jeu est conçu pour être « un paradis pour les snipers ». Dans ce but, l'équipe a créé des niveaux plus vastes et plus ouverts, avec plus de verticalité, permettant ainsi de plus longs tirs. Il y a de nouveaux outils à disposition pour varier les façons de piéger l'intelligence artificielle, via des explosifs par exemple. L'aspect infiltration a été travaillé également afin de permettre plus d'approches discrètes. D'après Tim Jones, le jeu ne se veut pas absolument réaliste dans tous ses aspects, mais doit plutôt avoir un ressenti « authentique », tout en étant instantanément gratifiant et amusant.
Contrairement à Sniper Elite III, le 4 a été développé seulement pour les consoles de dernière génération (PS4 et Xbox One) et le PC, sans avoir la contrainte de devoir être compatible avec les précédentes générations de consoles,. Cela a permis de mieux utiliser les ressources à disposition, et ainsi d'avoir des niveaux beaucoup plus vastes, et un fonctionnement différent des personnages non-joueurs, qui sont aussi plus nombreux qu'auparavant. En effet, au lieu que les personnages apparaissent lorsque le joueur entre dans une zone précise comme dans le jeu précédent, ils sont présents et actifs à tout moment dans la map, et ont un comportement émergent et non scripté,.
Dans une interview en janvier 2017, le lead designer Paul Wright a déclaré que le choix de situer le jeu en Italie s'était fait selon une « logique chronologique », le précédent se passant en Afrique du Nord. Ce choix convenait également à la volonté d'avoir des paysages variés et ouverts,. Pour Tim Jones, c'était aussi un moyen de se distinguer de la plupart des autres jeux, l'Italie étant un contexte de la Seconde Guerre mondiale peu exploré dans la culture populaire.
Les développeurs ont plus insisté sur l'histoire du jeu que pour les précédents Sniper Elite, car d'après eux, c'était un reproche qui leur était fait. Ainsi, bien que Sniper Elite 4 soit toujours plus concentré sur des missions et le gameplay que sur la narration, des efforts ont été faits afin d'approfondir cet aspect, notamment par la présence de lettres que le joueur peut récupérer, ainsi que les personnages non-joueurs avec lesquels il peut interagir. Un scénariste était chargé de faire des recherches historiques, et d'écrire un scénario le plus réaliste possible. Les armes et uniformes des différentes factions ont été créés grâce à un partenariat avec Leeds Armouries afin de s'assurer de leur vraisemblance. L'équipe a ainsi eu du temps pour accéder à de vrais fusils et les manipuler réellement. Paul Wright justifie le fait que l'armement n'ait pas beaucoup changé depuis l'épisode précédent par le fait qu'il se déroule un an après, et que les armes réelles n'avaient elles-mêmes pas évolué dans ce laps de temps.
Concernant l'interaction du joueur avec les décors, Paul Wright précise qu'ils n'avaient pas les ressources pour rendre tous les bâtiments destructibles, limitant ainsi les interactions possibles avec certains éléments seulement.
Le système de kill cam a été complètement retravaillé pour cet épisode. L'équipe a dit avoir amélioré la fidélité des fractures des os et les dommages des tissus mous, avec des organes qui se déforment de façon plus réaliste. Une autre nouveauté est que la caméra se déclenche également pour des combats au corps à corps ou des explosions.

## Distribution et sortie
La distribution numérique est faite par le studio Rebellion Developments lui-même. Contrairement aux deux jeux précédents, les copies physiques de Sniper Elite 4 ne sont pas produites par 505 Games mais par Sold Out, en coopération avec U&I Entertainment pour les États-Unis.
Le jeu est annoncé officiellement le 7 mars 2016, et doit à l'origine sortir dans l'année 2016. Cependant, à l'occasion de l'E3 en juin 2016, sa sortie est repoussée au 14 février 2017.

## Accueil

### Critiques
Les critiques sont globalement bonnes, avec un score allant de 77 à 81 sur l'agrégateur Metacritic selon le support (voir tableau ci-contre).
Jeuxvideo.com et Gamekult relèvent par exemple des niveaux ouverts plus intéressants que par le passé, ou encore une kill camera grisante, le tout procurant beaucoup de plaisir de jeu.